# Ricardo Chavira
Ricardo Antonio Chavira (* 1. září 1971, Austin, Texas, USA) je americký herec.
Chavirovy televizní role zahrnují The Grubbs, Odpočívej v pokoji (Six Feet Under), The Division a pohostinská vystoupení v Joan z Arkádie, Kingpin, 24 hodin, JAG a Policie New York (NYPD Blue). Významnou roli Carlose Solise ztvárnil v seriálu Zoufalé manželky.
V roce 2003 se mu narodil syn Tomas. Chavira je čestným mluvčím charitativní organizace Susan G. Komen for the Cure (organizace dříve známé jako Nadace Susan G. Komen proti rakovině prsu) pro San Antonio v Texasu v USA.